# Селище Цукроварів
Селище Цукроварів — частина села Липняжка Добровеличківської селищної громади Новоукраїнського району Кіровоградської області.

## Історія
У 1974 році почалося будівництво Добровеличківського цукрового заводу, яке було завершене в 1986 році. Для працівників заводу було споруджено містечко з 10 багатоповерхівок (загалом 920 квартир) та школа, а також: магазин, їдальня, фельдшерський пункт, пожежне депо, дитячий садок на 12 груп та клуб. Від місцевих містечко отримало назву «селище цукроварів». У селищі постійно мешкало близько 3000 осіб, це були переважно молоді сім'ї віком від 18 до 26 років направлені сюди на роботу з різних куточків СРСР.
Завод займав третє місце за обсягами виробництва цукру у всьому СРСР.
На початку 2000-х років підприємство почало занепадати, більшість мешканців покинули свої квартири, а селище стало однією з вулиць села Липняжка.
2004 року завод повністю припинив виробництво та був поступово знесений до 2014 року. Навколишня багатоповерхова забудова через брак робітничих місць та відсутність опалення перейшла у критичний стан, мешканці будинків поступово виїхали, на 2018 рік житловими з 920 квартир залишаються 59, де мешкає близько 100 осіб.
Селище часто виступає в ролі декорацій для фільмів. Зокрема, в 2018 році в селищі знімали сцени для фільму про Іловайськ.